# Burkina Fasos præsidenter
Burkina Faso, tidligere kaldt "Øvre Volta", blev uafhængig i 1960. Burkina Fasos præsidenter har været:
- Maurice Yaméogo (1960-66)
- Sangolé Lamizana (1966-80)
- Saye Zerbo (1980-82)
- Jean-Baptiste Ouédrago (1982-83)
- Thomas Sankara (1983-87)
- Blaise Compaoré (1987–2014)
- Yacouba Isaac Zida (2014–2014)
- Michel Kafando (2014–2015)
- Gilbert Diendéré (2015)
- Michel Kafando (2015)
- Roch Marc Christian Kaboré (2015–)